# Astragalus badghysi
Astragalus badghysi är en ärtväxtart som beskrevs av Mikhail Grigoríevič Popov. Astragalus badghysi ingår i släktet vedlar, och familjen ärtväxter. Inga underarter finns listade i Catalogue of Life.